# Trujillo (Spanje)
Trujillo is een stad in Spanje, gelegen in de provincie Cáceres, in de autonome regio Extremadura.
Trujillo heeft een bevolkingsaantal van 9.436 (1 januari 2016). De stad is gelegen op een hoogte van 564 meter boven de zeespiegel en heeft een oppervlakte van 650 km².
Trujillo is gebouwd op een granieten heuvel. Op de top hiervan staat een kasteel van waaruit men een goed overzicht heeft van de omgeving. Ook vindt men er nog de ruïnes van een oud fort. De stad werd achtereenvolgens bewoond door de Romeinen, de Visigoten en gedurende vijf eeuwen door de Moren. De stad werd echter door de christenen heroverd in 1233. Stadsrechten werden verleend in 1431 door Juan II.
Trujillo is de geboorteplaats van Francisco Pizarro, conquistador van Peru, en van Francisco de Orellana, ontdekker van het Amazonebekken. Een standbeeld van Pizarro, gezeten op zijn paard, staat op de Plaza Mayor van Trujillo.
Ook in de 'Nieuwe Wereld' zijn een aantal steden vernoemd naar Trujillo.

## Demografische ontwikkeling
Bron: INE; 1857-2011: volkstellingen

## Geboren in Trujillo
- Francisco Pizarro (1476-1541), ontdekkingsreiziger en conquistador
- Hernando Pizarro (ca. 1504-ca. 1578), conquistador
- Gonzalo Pizarro (ca. 1510-1548), conquistador
- Juan Pizarro (1511-1630), conquistador
- Gaspar Cervantes de Gaete (1511-1575), inquisiteur en kardinaal
- Francisco de Orellana (1511-1546), conquistador